# NNTP
Az NNTP (Network News Transfer Protocol) az Internetnek az újságcikkek terjesztésére, visszakeresésére és postázására használatos szabványos protokollja.
A Network News (USENET) az NNTP egyik népszerű felhasználási területe. Kínálatában szerepelnek hirdetőtáblák, virtuális társalgók és a netnews, amely a nap 24 órájában, egész évben, több mint 5000 folyamatosan működő konferencia - un.hírcsoportok - kiterjedt rendszere. A hírcsoportokat úgy érhetjük el, hogy letöltünk egy speciális programot az Internetről, amelynek segítségével bekapcsolódhatunk bármelyik kívánt hírcsoportba. A legtöbb kereskedelmi böngésző - pl. a Netscape - beépítve tartalmazza ezt a szolgáltatást. Ezután "előfizetünk" a minket érdeklő hírcsoportra és az e-mailhoz hasonló üzenetkezelő rendszer segítségével elkezdhetünk kommunikálni. Megtehetjük azt is, hogy belehallgatunk egy folyamatban levő beszélgetésbe anélkül, hogy abban részt vennénk - ezt nevezik leselkedésnek - ennek hatására az újonnan érkezettek is felbátorodnak. Ha be akarunk kapcsolódni a beszélgetésbe "elküldünk egy cikket" a hírcsoportba és máris a fórum részévé válunk. Az E-mailhoz hasonlóan a Netnewsban is általában magánszemélyek közti közvetlen kommunikáció folyik (habár magánszemélyek ezrei között!), kevés tartalmi megkötéssel. Néhány hírcsoportot azonban ellenőr figyel, akinek jogában áll azon válaszok elküldését megtagadni, amelyek a fórum számára nem odaillőnek minősülnek. A USENET nagyon nagy sebességgel működik, a küldemények gyorsan és mindig megjelennek. A csoportadminisztrátorok állítják be azt, hogy a küldemények mennyi ideig legyenek olvashatók, mielőtt sor kerülne a rendszerből való törlésükre. A küldemények általában egy hétig olvashatók. A vitafórumok és virtuális társalgók kiváló információforrást és tanácsadást kínálnak műszaki kérdésekben, hobbi, utazás stb. területén. Teret nyújtanak élénk politikai vitáknak és lehetőségeket teremtenek a hasonló érdeklődésű emberekkel való virtuális kapcsolatteremtésre.